# Socors Català
Socors Català (Socorro Catalán) fue una organización catalana surgida en 1977 a raíz de la detención de 4 militantes del Exèrcit Popular Català (EPOCA), acusados del asesinato del empresario José María Bultó el 9 de mayo de 1977.
Impulsó la campaña Llibertat Patriotes Catalans, que duró todo el verano y que fue uno de los ejes del acto independentista del Fossar de les Moreres de Barcelona durante el día Once de Septiembre.Entre sus activistas Xavier Borràs y Martí Marcó.
En 1981, tras el golpe de Estado del 23 de febrero, la organización se disolvió. Su testimonio fue recogido, de forma parcial, por Comitès de Solidaritat amb els Patriotes Catalans (CSPC).
- Datos: Q4897354